# کلسیم بی‌کربنات
کلسیم بی‌کربنات (به انگلیسی: Calcium bicarbonate) با فرمول شیمیایی Ca(HCO۳)۲ یک ترکیب شیمیایی با شناسه پاب‌کم ۱۰۱۷۶۲۶۲ است. که جرم مولی آن ۱۶۲٫۱۱۴۶۴ g/mol می‌باشد. 
کلسیم بی کربنات به عنوان کلسیم هیدروژن کربنات نیز شناخته می‌شود. این ترکیب یونی شامل کلسیم، هیدروژن، کربن و اکسیژن بوده و زمانی تشکیل می‌شود که دی‌اکسید کربن در آبی که حاوی یون‌های کلسیم است، حل شود . 
کلسیم بی کربنات در آب راحت حل می شود، برخلاف کلسیم کربنات که معمولا نامحلول است. این حلال بودن باعث می شود که عمدتاً در محلول‌های آبی وجود داشته باشد و به طور طبیعی در آب‌های زیرزمینی و برخی از محیط‌های آبی یافت می‌شود.